# Mansfeld (Putlitz)
Mansfeld ist ein Ortsteil der Stadt Putlitz im Landkreis Prignitz in Brandenburg. Der Ort liegt südlich der Kernstadt Putlitz an der Landesstraße L 102 und an der Stepenitz, einem rechten Nebenfluss der Elbe. Nördlich verläuft die L 13 und östlich die L 111.

## Eingemeindungen
Am 31. Dezember 2001 wurde Mansfeld in die Stadt Putlitz eingemeindet.

## Sehenswürdigkeiten
In der Liste der Baudenkmale in Putlitz sind für Mansfeld fünf Baudenkmale aufgeführt, darunter die Dorfkirche.

## Persönlichkeiten
In Mansfeld kam Gottfried Benn zur Welt.